# Xiashan
Xiashan léase Siá-Shan (en chino simplificado, 霞山区; pinyin, Xiáshān qū) es un distrito urbano bajo la administración directa de la ciudad-prefectura de Zhanjiang. Se ubica al oeste de la provincia de Cantón, en el sur de la República Popular China. Su área es de 113 km² y su población total para 2018 fue más de 400 mil habitantes.

## Administración
El distrito de Xiashan  se divide en 12 pueblos que se administran en poblados.